# 79418 Zhangjiajie
79418 Zhangjiajie è un asteroide della fascia principale. Scoperto nel 1997, presenta un'orbita caratterizzata da un semiasse maggiore pari a 2,4186112 UA e da un'eccentricità di 0,0811657, inclinata di 5,63781° rispetto all'eclittica.